# マシュー・ルイス (俳優)
マシュー・ディビッド・ルイス（Matthew David Lewis、1989年6月27日 - ）は、イギリスの俳優。西ヨークシャー・リーズ出身。映画『ハリー・ポッター』シリーズのネビル・ロングボトム役として知られる。身長183cm。愛称はマット（Matt）。

## 経歴
アンドリア・ルイスとリンダ・ルイス夫妻のあいだに三男として生まれた。兄のクリスはテレビディレクター、アンソニーは俳優である。子役をしていたアンソニーのオーディションに母と一緒に付いて行き、そこで兄のエージェントから声を掛けられたのが、俳優になるきっかけであった。
1995年、テレビドラマ『Some Kind of Life』で子役としてデビュー。5歳からイギリスのテレビCMやドラマに出演し、地元リーズの SCALA performing arts school で演技の勉強をしていた。
2001年、映画『ハリー・ポッターと賢者の石』にネビル・ロングボトム役で出演。一躍知名度を上げた。オーディションでは、最初のオーディションから2か月以上音沙汰がなく諦めていたころに、クリス・コロンバス監督に呼ばれて監督のまえでネビルを演じ、その数日後、正式にネビル役に決定となった。決定の連絡を受けたルイスは、遊んでいたゲームのコントローラーを放り投げ、ソファを飛び跳ね、クッションを投げて喜んだという。

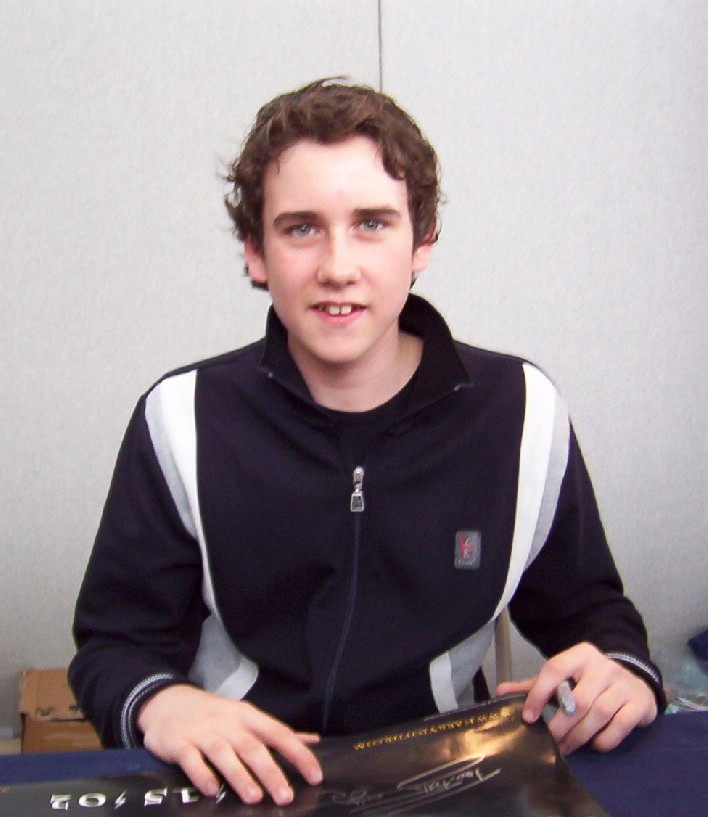
2003年のルイス

シリーズ1作目『賢者の石』ではネビルのイメージ同様にぽっちゃりとした体型であったが、年齢が上がるとともにスリムになったため、口の中に綿を入れたり、ファットスーツを着て入れ歯をするといった工夫をして、シリーズ最終作まで出演した。同シリーズに出演し、ベテラン俳優たちからは多くのことを学んだとインタビューで答えている。とくに、ジェイソン・アイザックス（ルシウス・マルフォイ役）とアラン・リックマン（セブルス・スネイプ役）からは、俳優としてのテクニックを教えてもらったり、今後についてのアドバイスをしてもらい、本当にためになったと語っている。シリーズ第5作『ハリー・ポッターと不死鳥の騎士団』の撮影中には、ベラトリックス・レストレンジの杖をネビルの耳に突き入れるシーンで、ベラトリックスを演じたヘレナ・ボナム＝カーターの演技が入りすぎ、ルイスの耳の鼓膜が破裂するというアクシデントが発生した。

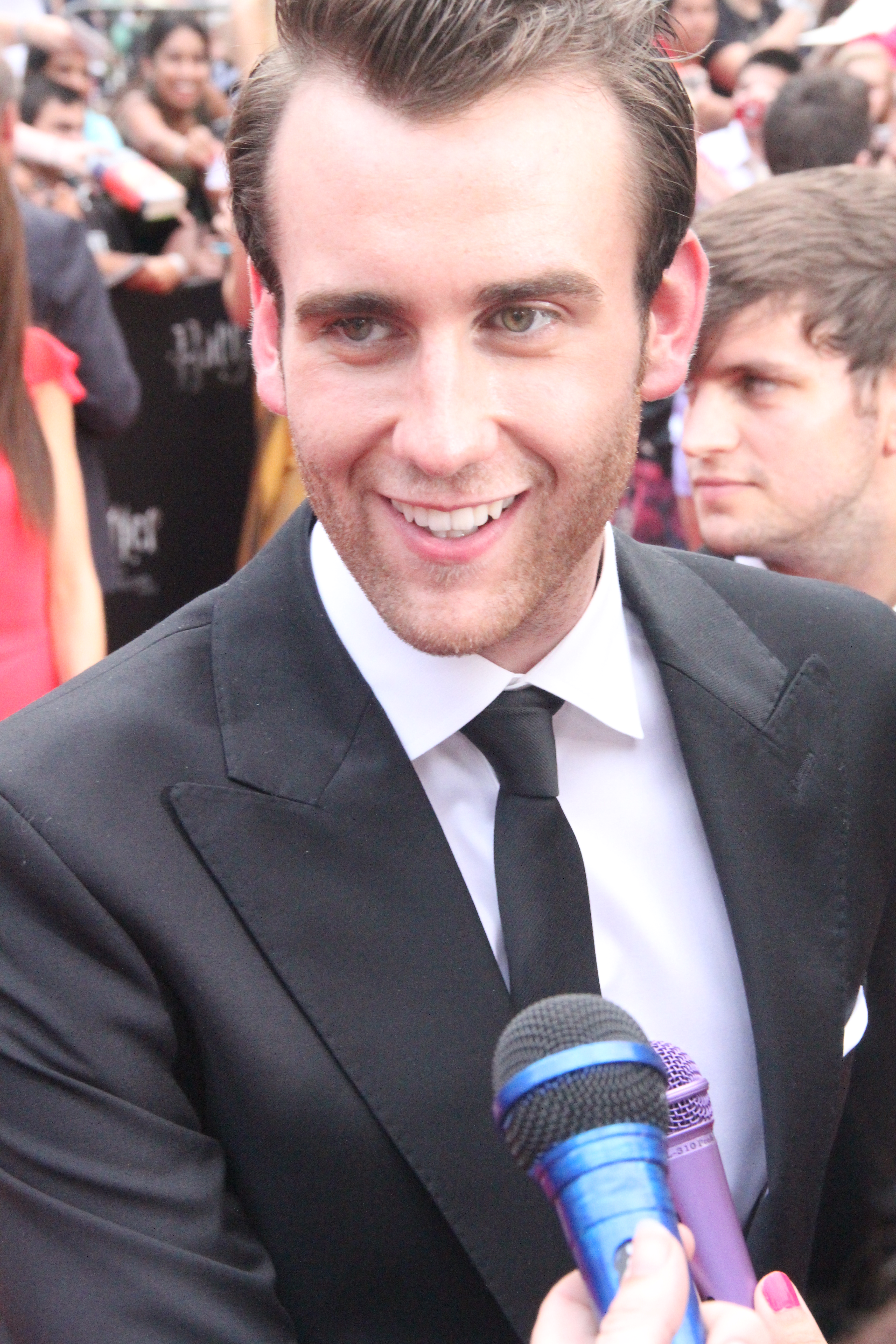
2011年のルイス（ニューヨークにて）

2011年、アガサ・クリスティの『評決』で舞台デビュー。
2015年にはイギリスのゲイ雑誌『アティテュード』にカバーボーイとして登場。
以降は、映画・テレビドラマ・舞台に出演するなどして、活動の場を広げている。

## 私生活
スーパーリーグ（ラグビーリーグ）のチーム「リーズ・ライノス」の熱心なファンである。
『ハリー・ポッター』シリーズで共演したアルフレッド・イーノック、オリバー・フェルプス、ジェームズ・フェルプス、トム・フェルトン、ジェイミー・キャンベル・バウアーと仲がいい。
2018年5月28日に、アンジェラ・ジョーンズと結婚。 ふたりは2016年1月、アメリカ合衆国・フロリダ州にあるユニバーサルスタジオのユニバーサル・パークス&リゾーツ内にある
ユニバーサル・スタジオ・ハリウッドの「ウィザーディング・ワールド・オブ・ハリー・ポッター」で行なわれたイベント「セレブレーション・オブ・ハリー・ポッター」で知り合い、 ジョーンズは同イベントのプランナーを務めていた。そのあと交際に発展し、2016年11月に婚約が報じられていた。

## 出演作品

### 映画
- ハリー・ポッターと賢者の石 Harry Potter and the Sorcerer's Stone (2001)
- ハリー・ポッターと秘密の部屋 Harry Potter and the Chamber of Secrets (2002)
- ハリー・ポッターとアズカバンの囚人 Harry Potter and the Prisoner of Azkaban (2004)
- ハリー・ポッターと炎のゴブレット Harry Potter and the Goblet of Fire (2005)
- ハリー・ポッターと不死鳥の騎士団 Harry Potter and the Order of the Phoenix (2007)
- ハリー・ポッターと謎のプリンス Harry Potter and the Half-Blood Prince (2009)
- ハリー・ポッターと死の秘宝 PART1 Harry Potter and the Deathly Hallows,Part1 (2010)
- ハリー・ポッターと死の秘宝 PART2 Harry Potter and the Deathly Hallows,Part2 (2011)
- The Sweet Shop (2011、日本未公開)
- 世界一キライなあなたに(原題:Me Before You) (2016)
- アニー・イン・ザ・ターミナル Terminal (2018)

### テレビドラマ
- Some Kind of Life (1995)
- Dalziel and Pascoe (1996)
- Where the Heart Is (1997)
- Heartbeat (1999)
- ザ・シンジケート The Syndicate (2012) - Jamie役

### 舞台
- 評決 Verdict (2011)
- Our Boys (2012)